# Climactichnites

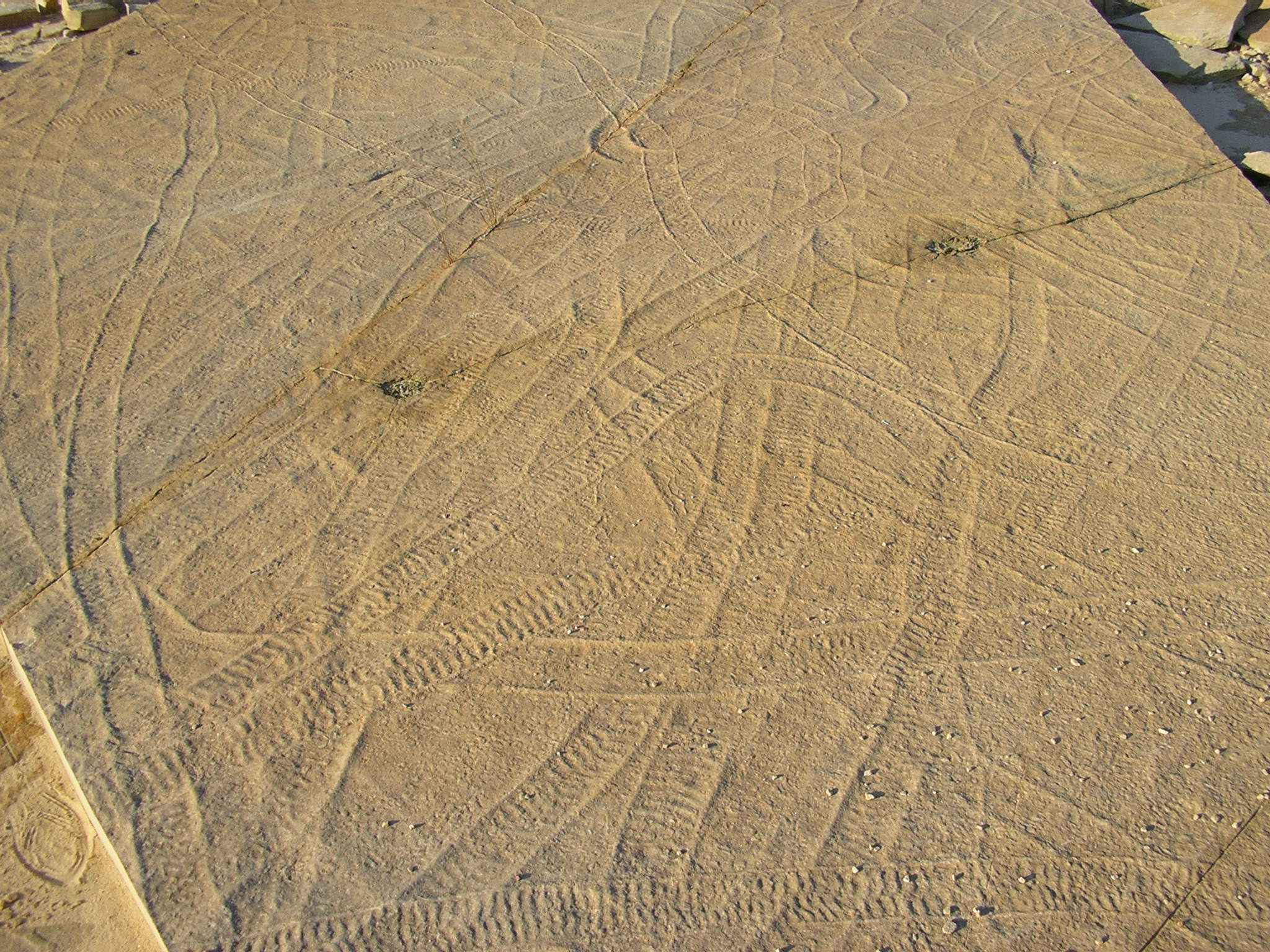
Climactichnites wilsoni – ślady na powierzchni osadu pochodzące z kambru, Blackberry Hill, Wisconsin

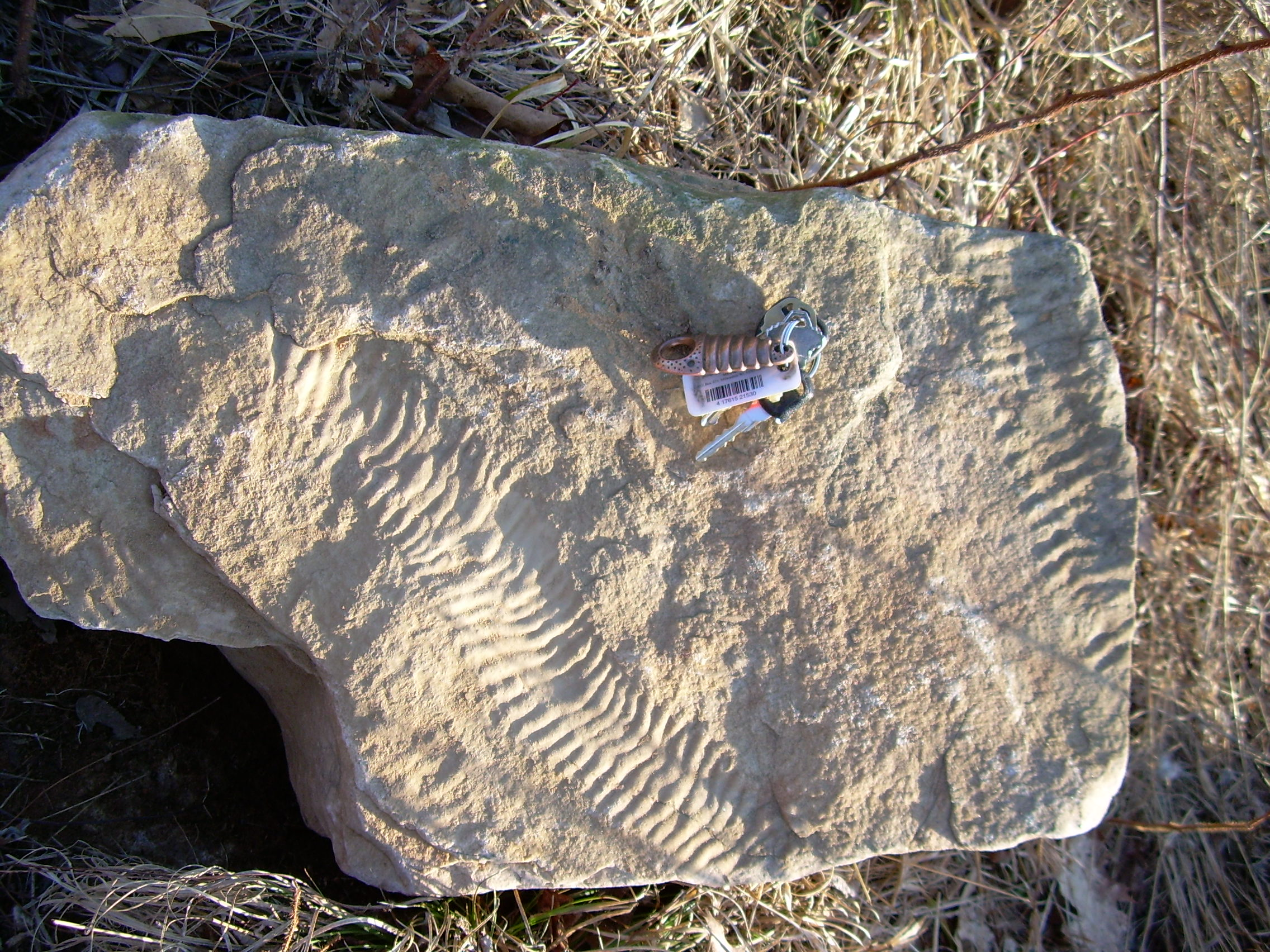
Climactichnites youngi – jamki wśród ossadów, kambr, Blackberry Hill, Wisconsin

Climactichnites – enigmatyczna kambryjska skamieniałość utworzona na lub w piasku około 510 milionów lat temu. Interpretowano ją na wiele sposobów w przeszłości, obecnie uznaje się ją za skamieniałość śladową ślimakowatego stworzenia, poruszającego się poprzez pełzanie nad brzegiem lub w jego okolicy albo też ryjącego w osadach.

## Morfologia
W ichnorodzaju wyróżnia się 2 gatunki: C. wilsoni i  C. youngi. C. wilsoni obejmuje parzyste boczne mostki pomiędzy którymi leżą falujące pasy i bruzdy zorientowane pod kątem do kierunku ruchu. Natomiast w przypadku C. youngi nie występują parzyste boczne grzebienie, pozostałość składa się tylko z falujących poprzecznych pasów i zmarszczek. Dodatkowa ichnoskamieniałość nazwana Musculopodus uznawana jest czasami za początek śladów Climactichnites, reprezentujący odcisk ciała zwierzę pozostającego w spoczynku. Climactichnites mierzy od 0,8 do 30 cm szerokości, a jego długość może rozciągać się ponad 3 m, co czyni ją największą kambryjską skamieliną. Na podstawie zmierzonych stosunków odcisków Musculopodus długość samego zwierzęcia oszacowano na 69 cm.

## Występowanie
Obecnie Climactichnites znany jest jedynie z Ameryki Północnej (Missouri, Nowy Jork, Wisconsin w USA, Quebec i Ontario w Kanadzie), część z nich była zalana płytkim równikowym morzem w okresie kambryjskim. Skamieliny znaleziono pośród drobno- i gruboziarnistych piaskowców, reprezentujących piaskowe, nadbrzeżne osady plaż. Ślady zachowały się prawdopodobnie dzięki matom mikrobowym.

## Interpretacja
Wczesne próby zinterpretowania skamieliny szukały w niej plechy glonu bądź ciała rurkopława, zostały one łatwo sfalsyfikowane. Climactichnites uważa się obecnie za pozostałość śladów organizmu poruszającego się po bądź wśród osadów. Zwierzę najwidoczniej miało mięsistą stopę, poruszało się poprzez rozciąganie naprzemiennie obu stron swego ciała (a czasami obie strony rozciągały się razem), co powodowało powstanie v-kształtnych poprzecznych pasów. Zwierzę prawdopodobnie pozawione było jakichkolwiek wypustek, które zachowały by się na przekroj trasy w postaci zmarszczek. O ile identyfikacja sprawcy śladów pozostaje przypuszczalna, Climactichnites pozostawiło najprawdopodobniej zwierzę będące dużym mięczakiem przypominającym nagiego ślimaka. Zaobserwowano, że współczesne ślimaki pozostawiają po sobie podobne ślady. Znalezisko to mogło zostać stworzone przez jedno z najwcześniejszych zwierząt, które wyszły na ląd. Wiążący efekt mat mikrobowych na powierzchni osadów widzi się jako czynnik, który przyczynił się do zachowania śladów Climactichnites.